# 2009–2010-es Európa-liga (egyenes kieséses szakasz)
A 2009–2010-es Európa-liga egyenes kieséses szakasza 2010. február 18-án kezdődött és május 12-én ért véget a hamburgi HSH Nordbank Arenában rendezett döntővel. Az egyenes kieséses szakaszban harminckettő csapat vett részt, amelyek a csoportkör során a saját csoportjuk első két helyének valamelyikén, illetve az UEFA-bajnokok ligája csoportkörének harmadik helyén végeztek.
A döntő kivételével mindegyik mérkőzés oda-visszavágós rendszerben zajlott. A két találkozó végén az összesítésben jobbnak bizonyuló csapatok jutottak tovább a következő körbe. Ha az összesítésnél az eredmény döntetlen volt, akkor az idegenben több gólt szerző csapat jutott tovább. Amennyiben az idegenben lőtt gólok száma is azonos volt, akkor 30 perces hosszabbítást rendeztek a visszavágó rendes játékidejének lejárta után. Ha a 2x15 perces hosszabbításban gólt/gólokat szerzett mindkét együttes, és az összesített állás egyenlő volt, akkor a vendég csapat jutott tovább idegenben szerzett góllal/gólokkal. Gólnélküli hosszabbítás esetén büntetőpárbajra került sor.
A döntőt egy mérkőzés keretében rendezték meg. A rendes játékidő végén döntetlen esetén hosszabbítást játszottak, ha ezután is döntetlen lett volna az eredmény, akkor büntetőpárbaj következett volna.

## A legjobb 16 közé jutásért

### Sorsolás
A legjobb 16 közé jutásért és a nyolcaddöntők sorsolását 2009. december 18-án tartották.
A csapatok két kalapba kerültek.
- Az egyik kalapba az Európa-liga csoportkörének első helyezettjei, valamint az UEFA-bajnokok ligája csoportkörének négy legjobb harmadik helyezettje.
- A másik kalapba az Európa-liga csoportkörének második helyezettjei, valamint az UEFA-bajnokok ligája csoportkörének másik négy harmadik helyezettje.

Továbbjutók az Európa-liga csoportköréből
| Első helyezettek (kiemeltek)  | Második helyezettek (nem kiemeltek) |
| ----------------------------- | ----------------------------------- |
| Anderlecht (A csoport)        | Ajax (A csoport)                    |
| Valencia CF (B csoport)       | Lille OSC (B csoport)               |
| Hapóél Tel-Aviv (C csoport)   | Hamburger SV (C csoport)            |
| Sporting CP (D csoport)       | Hertha BSC (D csoport)              |
| Roma (E csoport)              | Fulham (E csoport)                  |
| Galatasaray (F csoport)       | Panathinaikósz (F csoport)          |
| Red Bull Salzburg (G csoport) | Villarreal (G csoport)              |
| Fenerbahçe (H csoport)        | Twente (H csoport)                  |
| Benfica (I csoport)           | Everton (I csoport)                 |
| Sahtar Doneck (J csoport)     | Club Brugge (J csoport)             |
| PSV Eindhoven (K csoport)     | FC København (K csoport)            |
| Werder Bremen (L csoport)     | Athletic Club (L csoport)           |

Továbbjutók az UEFA-bajnokok ligája csoportköréből
Harmadik helyezettek sorrendje
| Csoport | Csapat          | M | Gy | D | V | G+ | G– | Gk | P |
| ------- | --------------- | - | -- | - | - | -- | -- | -- | - |
| G       | Unirea Urziceni | 6 | 2  | 2 | 2 | 8  | 8  | 0  | 8 |
| A       | Juventus        | 6 | 2  | 2 | 2 | 4  | 7  | –3 | 8 |
| B       | Wolfsburg       | 6 | 2  | 1 | 3 | 9  | 8  | +1 | 7 |
| C       | Marseille       | 6 | 2  | 1 | 3 | 10 | 10 | 0  | 7 |
| E       | Liverpool       | 6 | 2  | 1 | 3 | 5  | 7  | –2 | 7 |
| F       | Rubin Kazany    | 6 | 1  | 3 | 2 | 4  | 7  | –3 | 6 |
| H       | Standard Liège  | 6 | 1  | 2 | 3 | 7  | 9  | –2 | 5 |
| D       | Atlético Madrid | 6 | 0  | 3 | 3 | 3  | 12 | –9 | 3 |

| Legjobb négy harmadik helyezett (kiemeltek) | Másik négy harmadik helyezett (nem kiemeltek) |
| ------------------------------------------- | --------------------------------------------- |
| Unirea Urziceni (G csoport)                 | Liverpool (E csoport)                         |
| Juventus (A csoport)                        | Rubin Kazany (F csoport)                      |
| Wolfsburg (B csoport)                       | Standard Liège (H csoport)                    |
| Marseille (C csoport)                       | Atlético Madrid (D csoport)                   |

A sorsoláskor figyelembe vették, hogy azonos nemzetű együttesek, illetve az azonos csoportból továbbjutó csapatok nem szerepelhettek egymás ellen.
A második kalapban szereplő csapatok játszották az első mérkőzést hazai környezetben.

### Párosítások
| 1. csapat       | Össz.Tooltip Aggregate score | 2. csapat         | 1. mérk. | 2. mérk.   |
| --------------- | ---------------------------- | ----------------- | -------- | ---------- |
| Rubin Kazany    | 3–0                          | Hapóél Tel-Aviv   | 3–0      | 0–0        |
| Athletic Club   | 1–5                          | Anderlecht        | 1–1      | 4–0        |
| FC København    | 2–6                          | Marseille         | 1–3      | 3–1        |
| Panathinaikósz  | 6–4                          | Roma              | 3–2      | 3–2        |
| Atlético Madrid | 3–2                          | Galatasaray       | 1–1      | 1–2        |
| Ajax            | 1–2                          | Juventus          | 1–2      | 0–0        |
| Club Brugge     | 1–3                          | Valencia CF       | 1–0      | 0–3 (h.u.) |
| Fulham          | 3–2                          | Sahtar Doneck     | 2–1      | 1–1        |
| Liverpool       | 4–1                          | Unirea Urziceni   | 1–0      | 1–3        |
| Hamburger SV    | 3–3 (i.g.)                   | PSV Eindhoven     | 1–0      | 3–2        |
| Villarreal      | 3–6                          | Wolfsburg         | 2–2      | 4–1        |
| Standard Liège  | 3–2                          | Red Bull Salzburg | 3–2      | 0–0        |
| Twente          | 2–4                          | Werder Bremen     | 1–0      | 4–1        |
| Lille OSC       | 3–2                          | Fenerbahçe        | 2–1      | 1–1        |
| Everton         | 2–4                          | Sporting CP       | 2–1      | 3–0        |
| Hertha BSC      | 1–5                          | Benfica           | 1–1      | 0–4        |

### 1. mérkőzések
| 2010. február 16. 18:45 |

| Everton                           | 2–1               | Sporting CP           |
| --------------------------------- | ----------------- | --------------------- |
| Pienaar 35' Distin 49' Distin 86′ | (1–0) Jegyzőkönyv | Veloso 87' (11-esből) |

| Goodison Park, Liverpool Nézőszám: 28 131 Játékvezető: Darko Čeferin (szlovén) |

| 2010. február 18. 19:00 |

| Villarreal                      | 2–2               | Wolfsburg                  |
| ------------------------------- | ----------------- | -------------------------- |
| Senna 43' Ruben 85' Marcano 83′ | (1–0) Jegyzőkönyv | Grafite 65' 84' (11-esből) |

| El Madrigal, Villarreal Nézőszám: 22 000 Játékvezető: Kevin Blom (holland) |

| 2010. február 18. 19:00 |

| Standard Liège                           | 3–2               | Red Bull Salzburg |
| ---------------------------------------- | ----------------- | ----------------- |
| Witsel 67' (11-esből) 82' De Camargo 80' | (0–2) Jegyzőkönyv | Janko 4' 45'      |

| Stade Maurice Dufrasne, Liège Nézőszám: 21 000 Játékvezető: Pavel Cristian Balaj (román) |

| 2010. február 18. 19:00 |

| Twente      | 1–0               | Werder Bremen |
| ----------- | ----------------- | ------------- |
| Janssen 39' | (1–0) Jegyzőkönyv |               |

| De Grolsch Veste, Enschede Nézőszám: 24 000 Játékvezető: Lucílio Batista (portugál) |

| 2010. február 18. 19:00 |

| Lille OSC           | 2–1               | Fenerbahçe  |
| ------------------- | ----------------- | ----------- |
| Balmont 2' Frau 52' | (1–1) Jegyzőkönyv | Vederson 5' |

| Lille-Metropole Stadion, Villeneuve-d’Ascq Nézőszám: 16 783 Játékvezető: Eduardo Iturralde González (spanyol) |

| 2010. február 18. 19:00 |

| Rubin Kazany               | 3–0               | Hapóél Tel-Aviv |
| -------------------------- | ----------------- | --------------- |
| Buharov 14' 23' Szemak 69' | (2–0) Jegyzőkönyv |                 |

| Központi Stadion, Kazany Nézőszám: 7 000 Játékvezető: William Collum (skót) |

| 2010. február 18. 19:00 |

| Ajax          | 1–2               | Juventus                        |
| ------------- | ----------------- | ------------------------------- |
| Sulejmani 16' | (1–1) Jegyzőkönyv | Amauri 31' 58' Salihamidžić 92′ |

| Amsterdam Arena, Amszterdam Nézőszám: 51 676 Játékvezető: Ivan Bebek (horvát) |

| 2010. február 18. 19:00 |

| Club Brugge  | 1–0               | Valencia CF          |
| ------------ | ----------------- | -------------------- |
| Kouemaha 56' | (0–0) Jegyzőkönyv | David Silva 31′, 51′ |

| Jan Breydel Stadion, Brugge Nézőszám: 21 657 Játékvezető: Tony Chapron (francia) |

| 2010. február 18. 21:05 |

| Fulham             | 2–1               | Sahtar Doneck    |
| ------------------ | ----------------- | ---------------- |
| Gera 3' Zamora 63' | (1–1) Jegyzőkönyv | Luiz Adriano 32' |

| Craven Cottage, London Nézőszám: 21 832 Játékvezető: Serge Gumienny (belga) |

| 2010. február 18. 21:05 |

| Liverpool | 1–0               | Unirea Urziceni |
| --------- | ----------------- | --------------- |
| N'Gog 81' | (0–0) Jegyzőkönyv |                 |

| Anfield, Liverpool Nézőszám: 40 450 Játékvezető: Eric Braamhaar (holland) |

| 2010. február 18. 21:05 |

| Hamburger SV          | 1–0               | PSV Eindhoven |
| --------------------- | ----------------- | ------------- |
| Jansen 26' (11-esből) | (1–0) Jegyzőkönyv |               |

| HSH Nordbank Arena, Hamburg Nézőszám: 35 672 Játékvezető: Claudio Circhetta (svájci) |

| 2010. február 18. 21:05 |

| Athletic Club | 1–1               | Anderlecht |
| ------------- | ----------------- | ---------- |
| San José 58'  | (0–1) Jegyzőkönyv | Biglia 35' |

| San Mamés, Bilbao Nézőszám: 39 000 Játékvezető: Matteo Trefoloni (olasz) |

| 2010. február 18. 21:05 |

| FC København            | 1–3               | Marseille                         |
| ----------------------- | ----------------- | --------------------------------- |
| Grønkjær 79' (11-esből) | (0–0) Jegyzőkönyv | Niang 72' Ben Arfa 84' Kaboré 90' |

| Parken Stadion, Koppenhága Nézőszám: 26 000 Játékvezető: Carlos Velasco Carballo (spanyol) |

| 2010. február 18. 21:05 |

| Panathinaikósz                                    | 3–2               | Roma                               |
| ------------------------------------------------- | ----------------- | ---------------------------------- |
| Szalpingídisz 67' Hrisztodulópulosz 84' Cissé 89' | (0–1) Jegyzőkönyv | Vučinić 29' Pizarro 81' (11-esből) |

| Olimpiai Stadion, Athén Nézőszám: 54 274 Játékvezető: Damir Skomina (szlovén) |

| 2010. február 18. 21:05 |

| Atlético Madrid | 1–1               | Galatasaray |
| --------------- | ----------------- | ----------- |
| Reyes 23'       | (1–0) Jegyzőkönyv | Keïta 77'   |

| Vicente Calderón, Madrid Nézőszám: 30 000 Játékvezető: Alekszej Nyikolajev (orosz) |

| 2010. február 18. 21:05 |

| Hertha BSC              | 1–1               | Benfica     |
| ----------------------- | ----------------- | ----------- |
| Javi García 33' (öngól) | (1–1) Jegyzőkönyv | Di María 4' |

| Olympiastadion, Berlin Nézőszám: 13 684 Játékvezető: Terje Hauge (norvég) |

### 2. mérkőzések
| 2010. február 23. 18:00 |

| Benfica                                         | 4–0               | Hertha BSC |
| ----------------------------------------------- | ----------------- | ---------- |
| Aimar 25' Óscar Cardozo 48' 62' Javi García 59' | (1–0) Jegyzőkönyv |            |

| Estádio da Luz, Lisszabon Nézőszám: 30 402 Játékvezető: Pieter Vink (holland) |

| 2010. február 25. 19:00 |

| Anderlecht                                           | 4–0               | Athletic Club |
| ---------------------------------------------------- | ----------------- | ------------- |
| Lukaku 4' San José 27' (öngól) Juhász 49' Legear 68' | (2–0) Jegyzőkönyv |               |

| Constant Vanden Stock Stadion, Anderlecht Nézőszám: 24 000 Játékvezető: Thomas Einwaller (osztrák) |

| 2010. február 25. 19:00 |

| Marseille                 | 3–1               | FC København |
| ------------------------- | ----------------- | ------------ |
| Ben Arfa 43' Koné 62' 78' | (1–0) Jegyzőkönyv | Aílton 87'   |

| Stade Vélodrome, Marseille Nézőszám: 27 195 Játékvezető: Cüneyt Çakır (török) |

| 2010. február 25. 19:00 |

| Roma                   | 2–3               | Panathinaikósz                        |
| ---------------------- | ----------------- | ------------------------------------- |
| Riise 11' De Rossi 67' | (1–3) Jegyzőkönyv | Cissé 40' (11-esből) 45+1' Nínisz 43' |

| Stadio Olimpico, Róma Nézőszám: 50 000 Játékvezető: Bruno Paixão (portugál) |

| 2010. február 23. 19:00 |

| Galatasaray | 1–2               | Atlético Madrid        |
| ----------- | ----------------- | ---------------------- |
| Keïta 66'   | (0–0) Jegyzőkönyv | Simão 63' Forlán 90+1' |

| Ali Sami Yen Stadion, Isztambul Nézőszám: 22 000 Játékvezető: Gianluca Rocchi (olasz) |

| 2010. február 25. 19:00 |

| Sahtar Doneck | 1–1               | Fulham        |
| ------------- | ----------------- | ------------- |
| Jádson 69'    | (0–1) Jegyzőkönyv | Hangeland 33' |

| Donbasz Arena, Doneck Nézőszám: 47 509 Játékvezető: Svein Oddvar Moen (norvég) |

| 2010. február 25. 19:00 |

| Unirea Urziceni | 1–3               | Liverpool                            |
| --------------- | ----------------- | ------------------------------------ |
| Fernandes 19'   | (1–2) Jegyzőkönyv | Mascherano 30' Babel 41' Gerrard 57' |

| Steaua Stadion, Bukarest 2 Nézőszám: 25 000 Játékvezető: Stefan Johannesson (svéd) |

| 2010. február 25. 19:00 |

| PSV Eindhoven                            | 3–2               | Hamburger SV                         |
| ---------------------------------------- | ----------------- | ------------------------------------ |
| Toivonen 2' Dzsudzsák 43' Koevermans 90' | (2–0) Jegyzőkönyv | Petrić 46' Trochowski 79' (11-esből) |

| Philips Stadion, Eindhoven Nézőszám: 30 500 Játékvezető: Mike Dean (angol) |

| 2010. február 25. 21:05 |

| Wolfsburg                                                 | 4–1               | Villarreal    |
| --------------------------------------------------------- | ----------------- | ------------- |
| Džeko 10' Ángel López 15' (öngól) Gentner 42' Grafite 64' | (3–1) Jegyzőkönyv | Capdevila 30' |

| Volkswagen Arena, Wolfsburg Nézőszám: 17 000 Játékvezető: Alexandru Dan Tudor (román) |

| 2010. február 25. 21:05 |

| Red Bull Salzburg | 0–0         | Standard Liège |
| ----------------- | ----------- | -------------- |
|                   | Jegyzőkönyv |                |

| Red Bull Arena, Salzburg Nézőszám: 26 500 Játékvezető: Alan Kelly (ír) |

| 2010. február 25. 21:05 |

| Werder Bremen                 | 4–1               | Twente      |
| ----------------------------- | ----------------- | ----------- |
| Pizarro 15' 20' 58' Naldo 27' | (3–1) Jegyzőkönyv | De Jong 33' |

| Weserstadion, Bréma Nézőszám: 20 963 Játékvezető: Kristinn Jakobsson (izlandi) |

| 2010. február 25. 21:05 |

| Fenerbahçe | 1–1               | Lille OSC |
| ---------- | ----------------- | --------- |
| Emre 35'   | (1–0) Jegyzőkönyv | Rami 85'  |

| Şükrü Saracoğlu Stadion, Isztambul Nézőszám: 48 000 Játékvezető: Florian Meyer (német) |

| 2010. február 25. 21:05 |

| Sporting CP                           | 3–0               | Everton |
| ------------------------------------- | ----------------- | ------- |
| Veloso 64' Mendes 76' Fernández 90+4' | (0–0) Jegyzőkönyv |         |

| Estádio José Alvalade, Lisszabon Nézőszám: 17 609 Játékvezető: Alon Yefet (izraeli) |

| 2010. február 25. 21:05 |

| Juventus | 0–0         | Ajax |
| -------- | ----------- | ---- |
|          | Jegyzőkönyv |      |

| Stadio Olimpico di Torino, Torino 1 Nézőszám: 16 441 Játékvezető: Laurent Duhamel (francia) |

| 2010. február 25. 21:05 |

| Valencia CF                | 3–0 (h. u.)                 | Club Brugge |
| -------------------------- | --------------------------- | ----------- |
| Mata 1' Hernández 97' 117' | (1–0, 1–0, 2–0) Jegyzőkönyv |             |

| Estadio Mestalla, Valencia Nézőszám: 45 000 Játékvezető: Claus Bo Larsen (dán) |

| 2010. február 25. 21:05 |

| Hapóél Tel-Aviv | 0–0         | Rubin Kazany |
| --------------- | ----------- | ------------ |
|                 | Jegyzőkönyv |              |

| Bloomfield Stadion, Tel-Aviv Nézőszám: 12 000 Játékvezető: Pavel Kralovec (cseh) |

Megjegyzések
- 1 A Juventus hazai mérkőzését az átmenetileg használt torinói olimpiai stadionban játszotta, mert a Stadio delle Alpi lebontás alatt állt.
- 2 Az Unirea Urziceni hazai mérkőzését a bukaresti Steaua Stadionban játszotta, mert pályájuk, a Tineretului Stadion nem felelt meg az UEFA követelményeinek.

## Nyolcaddöntők
| 1. csapat       | Össz.Tooltip Aggregate score | 2. csapat      | 1. mérk. | 2. mérk.   |
| --------------- | ---------------------------- | -------------- | -------- | ---------- |
| Hamburger SV    | 6–5                          | Anderlecht     | 3–1      | 3–4        |
| Rubin Kazany    | 2–3                          | Wolfsburg      | 1–1      | 1–2 (h.u.) |
| Atlético Madrid | 2–2 (i.g.)                   | Sporting CP    | 0–0      | 2–2        |
| Benfica         | 3–2                          | Marseille      | 1–1      | 2–1        |
| Panathinaikósz  | 1–4                          | Standard Liège | 1–3      | 0–1        |
| Lille OSC       | 1–3                          | Liverpool      | 1–0      | 0–3        |
| Juventus        | 4–5                          | Fulham         | 3–1      | 1–4        |
| Valencia CF     | 5–5 (i.g.)                   | Werder Bremen  | 1–1      | 4–4        |

### 1. mérkőzések
| 2010. március 11. 19:00 |

| Hamburger SV                                 | 3–1               | Anderlecht |
| -------------------------------------------- | ----------------- | ---------- |
| Mathijsen 23' Van Nistelrooy 40' Jarolím 76' | (2–1) Jegyzőkönyv | Legear 45' |

| HSH Nordbank Arena, Hamburg Nézőszám: 34 921 Játékvezető: Laurent Duhamel (francia) |

| 2010. március 11. 19:00 |

| Atlético Madrid | 0–0         | Sporting CP             |
| --------------- | ----------- | ----------------------- |
|                 | Jegyzőkönyv | Grimi 9′, 31′ Tonel 89′ |

| Vicente Calderón, Madrid Nézőszám: 42 000 Játékvezető: Pieter Vink (holland) |

| 2010. március 11. 19:00 |

| Lille OSC  | 1–0               | Liverpool |
| ---------- | ----------------- | --------- |
| Hazard 84' | (0–0) Jegyzőkönyv |           |

| Lille-Metropole Stadion, Villeneuve-d’Ascq Nézőszám: 18 000 Játékvezető: Claus Bo Larsen (dán) |

| 2010. március 11. 19:00 |

| Rubin Kazany | 1–1               | Wolfsburg     |
| ------------ | ----------------- | ------------- |
| Noboa 29'    | (1–0) Jegyzőkönyv | Misimović 67' |

| Központi Stadion, Kazany Nézőszám: 12 000 Játékvezető: Pedro Proença (portugál) |

| 2010. március 11. 21:05 |

| Benfica     | 1–1               | Marseille    |
| ----------- | ----------------- | ------------ |
| Pereira 76' | (0–0) Jegyzőkönyv | Ben Arfa 90' |

| Estádio da Luz, Lisszabon Nézőszám: 46 635 Játékvezető: Felix Brych (német) |

| 2010. március 11. 21:05 |

| Valencia CF         | 1–1               | Werder Bremen         |
| ------------------- | ----------------- | --------------------- |
| Mata 57' Banega 55′ | (0–1) Jegyzőkönyv | Frings 24' (11-esből) |

| Estadio Mestalla, Valencia Nézőszám: 35 000 Játékvezető: Martin Atkinson (angol) |

| 2010. március 11. 21:05 |

| Juventus                                   | 3–1               | Fulham    |
| ------------------------------------------ | ----------------- | --------- |
| Legrottaglie 9' Zebina 25' Trezeguet 45+3' | (3–1) Jegyzőkönyv | Etuhu 36' |

| Stadio Olimpico di Torino, Torino 1 Nézőszám: 11 406 Játékvezető: Florian Meyer (német) |

| 2010. március 11. 21:05 |

| Panathinaikósz              | 1–3               | Standard Liège                         |
| --------------------------- | ----------------- | -------------------------------------- |
| Víntra 48' Simão 61′, 90+4′ | (0–2) Jegyzőkönyv | Witsel 8' Jovanović 16' De Camargo 74' |

| Olimpiai Stadion, Athén Nézőszám: 55 000 Játékvezető: Craig Thomson (skót) |

### 2. mérkőzések
| 2010. március 18. 19:00 |

| Fulham                                        | 4–1               | Juventus                              |
| --------------------------------------------- | ----------------- | ------------------------------------- |
| Zamora 9' Gera 39' 48' (11-esből) Dempsey 83' | (2–1) Jegyzőkönyv | Trézéguet 2' Cannavaro 27′ Zebina 90′ |

| Craven Cottage, London Nézőszám: 23 458 Játékvezető: Björn Kuipers (holland) |

| 2010. március 18. 19:00 |

| Werder Bremen                                           | 4–4               | Valencia CF               |
| ------------------------------------------------------- | ----------------- | ------------------------- |
| Almeida 26' Frings 57' (11-esből) Marin 62' Pizarro 84' | (1–2) Jegyzőkönyv | Villa 3' 45' 66' Mata 15' |

| Weserstadion, Bréma Nézőszám: 24 200 Játékvezető: Kevin Blom (holland) |

| 2010. március 18. 19:00 |

| Marseille                | 1–2               | Benfica                       |
| ------------------------ | ----------------- | ----------------------------- |
| Niang 70' Ben Arfa 90+3′ | (0–0) Jegyzőkönyv | Maxi Pereira 75' Kardec 90+1' |

| Stade Vélodrome, Marseille Nézőszám: 40 000 Játékvezető: Damir Skomina (szlovén) |

| 2010. március 18. 19:00 |

| Standard Liège | 1–0               | Panathinaikósz |
| -------------- | ----------------- | -------------- |
| Mbokani 45+2'  | (1–0) Jegyzőkönyv |                |

| Stade Maurice Dufrasne, Liège Nézőszám: 29 000 Játékvezető: Gianluca Rocchi (olasz) |

| 2010. március 18. 21:05 |

| Liverpool                            | 3–0               | Lille OSC |
| ------------------------------------ | ----------------- | --------- |
| Gerrard 9' (11-esből) Torres 49' 89' | (1–0) Jegyzőkönyv |           |

| Anfield, Liverpool Nézőszám: 38 139 Játékvezető: Nicola Rizzoli (olasz) |

| 2010. március 18. 21:05 |

| Sporting CP             | 2–2               | Atlético Madrid |
| ----------------------- | ----------------- | --------------- |
| Liédson 19' Polga 45+1' | (2–2) Jegyzőkönyv | Agüero 3' 33'   |

| Estádio José Alvalade, Lisszabon Nézőszám: 41 919 Játékvezető: Knut Kircher (német) |

| 2010. március 18. 21:05 |

| Anderlecht                                                  | 4–3               | Hamburger SV                      |
| ----------------------------------------------------------- | ----------------- | --------------------------------- |
| Lukaku 44' Suárez 45+3' (11-esből) Biglia 59' Boussoufa 66' | (2–1) Jegyzőkönyv | Boateng 42' Jansen 54' Petrić 75' |

| Constant Vanden Stock Stadion, Anderlecht Nézőszám: 21 000 Játékvezető: Terje Hauge (norvég) |

| 2010. március 18. 21:05 |

| Wolfsburg                | 2–1 (h. u.)                 | Rubin Kazany                     |
| ------------------------ | --------------------------- | -------------------------------- |
| Martins 58' Gentner 119' | (0–1, 1–1, 1–1) Jegyzőkönyv | Kasaev 21' César Navas 25′, 109′ |

| Volkswagen Arena, Wolfsburg Nézőszám: 15 412 Játékvezető: Jonas Eriksson (svéd) |

Megjegyzések
- 1 A Juventus hazai mérkőzését az átmenetileg használt torinói olimpiai stadionban játszotta, mert a Stadio delle Alpi lebontás alatt állt.

## Negyeddöntők
A negyeddöntők és a további mérkőzések sorsolását 2010. március 19-én tartották.
| 1. csapat    | Össz.Tooltip Aggregate score | 2. csapat       | 1. mérk. | 2. mérk. |
| ------------ | ---------------------------- | --------------- | -------- | -------- |
| Fulham       | 3–1                          | Wolfsburg       | 2–1      | 1–0      |
| Hamburger SV | 5–2                          | Standard Liège  | 2–1      | 3–1      |
| Valencia CF  | 2–2 (i.g.)                   | Atlético Madrid | 2–2      | 0–0      |
| Benfica      | 3–5                          | Liverpool       | 2–1      | 1–4      |

### 1. mérkőzések
| 2010. április 1. 21:05 |

| Fulham              | 2–1               | Wolfsburg   |
| ------------------- | ----------------- | ----------- |
| Zamora 59' Duff 63' | (0–0) Jegyzőkönyv | Madlung 89' |

| Craven Cottage, London Nézőszám: 22 307 Játékvezető: Damir Skomina (szlovén) |

| 2010. április 1. 21:05 |

| Hamburger SV                             | 2–1               | Standard Liège |
| ---------------------------------------- | ----------------- | -------------- |
| Petrić 42' (11-esből) Van Nistelrooy 45' | (2–1) Jegyzőkönyv | Mbokani 31'    |

| HSH Nordbank Arena, Hamburg Nézőszám: 50 000 Játékvezető: Martin Atkinson (angol) |

| 2010. április 1. 21:05 |

| Valencia CF             | 2–2               | Atlético Madrid              |
| ----------------------- | ----------------- | ---------------------------- |
| Fernandes 66' Villa 82' | (0–0) Jegyzőkönyv | Forlán 59' Antonio López 72' |

| Estadio Mestalla, Valencia Nézőszám: 50 000 Játékvezető: Craig Thomson (skót) |

| 2010. április 1. 21:05 |

| Benfica                               | 2–1               | Liverpool          |
| ------------------------------------- | ----------------- | ------------------ |
| Cardozo 59' (11-esből) 79' (11-esből) | (0–1) Jegyzőkönyv | Agger 9' Babel 30′ |

| Estádio da Luz, Lisszabon Nézőszám: 62 629 Játékvezető: Jonas Eriksson (svéd) |

### 2. mérkőzések
| 2010. április 8. 21:05 |

| Wolfsburg | 0–1               | Fulham    |
| --------- | ----------------- | --------- |
|           | (0–1) Jegyzőkönyv | Zamora 1' |

| Volkswagen Arena, Wolfsburg Nézőszám: 24 843 Játékvezető: Kassai Viktor (magyar) |

| 2010. április 8. 21:05 |

| Standard Liège | 1–3               | Hamburger SV                  |
| -------------- | ----------------- | ----------------------------- |
| De Camargo 32' | (1–2) Jegyzőkönyv | Petrić 20' 35' Guerrero 90+4' |

| Stade Maurice Dufrasne, Liège Nézőszám: 27 000 Játékvezető: Pedro Proença (portugál) |

| 2010. április 8. 21:05 |

| Atlético Madrid | 0–0         | Valencia CF |
| --------------- | ----------- | ----------- |
|                 | Jegyzőkönyv |             |

| Vicente Calderón, Madrid Nézőszám: 50 000 Játékvezető: Florian Meyer (német) |

| 2010. április 8. 21:05 |

| Liverpool                          | 4–1               | Benfica     |
| ---------------------------------- | ----------------- | ----------- |
| Kuijt 27' Lucas 34' Torres 59' 82' | (2–0) Jegyzőkönyv | Cardozo 70' |

| Anfield, Liverpool Nézőszám: 42 377 Játékvezető: Björn Kuipers (holland) |

## Elődöntők
| 1. csapat       | Össz.Tooltip Aggregate score | 2. csapat | 1. mérk. | 2. mérk.   |
| --------------- | ---------------------------- | --------- | -------- | ---------- |
| Hamburger SV    | 1–2                          | Fulham    | 0–0      | 1–2        |
| Atlético Madrid | 2–2 (i.g.)                   | Liverpool | 1–0      | 1–2 (h.u.) |

### 1. mérkőzések
| 2010. április 22. 21:05 |

| Hamburger SV | 0–0         | Fulham |
| ------------ | ----------- | ------ |
|              | Jegyzőkönyv |        |

| HSH Nordbank Arena, Hamburg Nézőszám: 49 171 Játékvezető: Claus Bo Larsen (dán) |

| 2010. április 22. 21:05 |

| Atlético Madrid | 1–0               | Liverpool |
| --------------- | ----------------- | --------- |
| Forlán 9'       | (1–0) Jegyzőkönyv |           |

| Vicente Calderón, Madrid Nézőszám: 54 851 Játékvezető: Laurent Duhamel (francia) |

### 2. mérkőzések
| 2010. április 29. 21:05 |

| Fulham              | 2–1   | Hamburger SV |
| ------------------- | ----- | ------------ |
| Davies 69' Gera 76' | (0–1) | Petrić 22'   |

| Craven Cottage, London Játékvezető: Cüneyt Çakır (török) |

| 2010. április 29. 21:05 |

| Liverpool                | 2–1        | Atlético Madrid |
| ------------------------ | ---------- | --------------- |
| Aquilani 44' Benajun 95' | (1–0, 2–1) | Forlán 102'     |

| Anfield, Liverpool Játékvezető: Terje Hauge (norvég) |

## Döntő
| 2010. május 12. 20:45 |

| Atlético Madrid | 2–1 (h. u.)                 | Fulham     |
| --------------- | --------------------------- | ---------- |
| Forlán 32' 116' | (1–1, 1–1, 1–1) Jegyzőkönyv | Davies 37' |

| HSH Nordbank Arena, Hamburg Nézőszám: 49 000 Játékvezető: Nicola Rizzoli (olasz) |

| A 2009–2010-es Európa-liga győztese |
| ----------------------------------- |
| ATLÉTICO MADRID 1. cím              |